# 福雷
福雷（法語：Forest，法語發音：[fɔʁɛ]），荷兰语名福斯特（荷蘭語：Vorst，荷蘭語發音：[vɔrst] ⓘ），是比利时布鲁塞尔首都大区的一个市镇，属于比利时法语社群和弗拉芒社群，法语和荷蘭語均为官方语言（但法语使用者居多），面积6.25平方千米，人口56,581人（2020年1月1日）。

## 友好城市
- 法國 库尔伯瓦